# 勇者のスタジアム・プロ野球好珍プレー
『勇者のスタジアム・プロ野球好珍プレー』（ゆうしゃのスタジアム・プロやきゅうこうちんプレー）は、日本テレビ系列で放送されたプロ野球の珍プレー特番。
日本テレビの珍プレー番組は、『これが決定版!プロ野球珍プレー好プレー』→『プロ野球好珍プレーBEST101』（1994年から「スーパースペシャル」枠で毎年11月）というタイトルで放送されていた。メイン司会は愛川欽也（1994年）・中居正広（1995年 - 1997年）・松岡昌宏（1998年 - ）・江川卓、サブ司会は峰竜太・岡本夏生ほか。2000年から「勇者のスタジアム・プロ野球好珍プレー」にリニューアルし、2004年まで放送された。

## 概要・特徴
日本テレビ系列の珍プレー好プレーの番組であるが、巨人中心ではなく、12球団満遍なく取り上げている。その為、レギュラーパネラーにも大沢啓二を始め、大の阪神ファンである松村邦洋や、日本ハムOBの広瀬哲朗らがいる。2001年秋からはプロ野球のみではなく、海外のサッカーや陸上競技、競泳など他のスポーツも取り扱い、世界各地の面白いスポーツ選手の珍プレーも紹介した。
12球団満遍なく取り上げるが、主に面白いキャラクターをプッシュする傾向も強い。当時西武のデニー友利や松坂大輔、石井貴、ダイエーの田口昌徳、横浜の中野渡進や斎藤隆、日本ハムの大島康徳監督や岩本勉らがそれに当たる。特に清原和博はミニコーナー「勇者番付」の「永遠の番長部門」で毎回採り上げられ、司会の松岡昌宏は「僕はこのコーナー（清原のVTR）、一番好きっつっても過言じゃない」と発言していた。
毎年年末の放送で、年間の珍プレーキング「MVU（Most Valuable U-sha）」を決定し表彰していたが、視聴者はおろか番組内でも全然浸透せず、浸透しないことを松岡がネタにしていた。
当番組の中盤では、感動のエピソードを十数分かけて紹介する、シリアスなコーナーを取り上げている（その年の引退した選手を中心に、脳腫瘍から復活の盛田幸妃・父親の死の直後の試合で本塁打を放った鈴木健・苦悩の末、バントを極めることで日本一のバントマンとなった川相昌弘・1999年のダイエーの勝利の方程式の一人として初の日本一に貢献するも、翌年、肺癌のために若くしてこの世を去った藤井将雄等）や、20世紀の偉大な選手（ローンウルフと呼ばれながらもトレード先のチームに栄冠をもたらして続けて来た江夏豊・代打本塁打世界記録保持者高井保弘・「炎のストッパー」と呼ばれながらも脳腫瘍で若くして命を落とした津田恒美等）。プロ野球以外のジャンルも対象に広げた2001年以降は、野球以外の選手も取り上げられた（1994年、1998年のFIFAワールドカップで、ドイツ代表に選出されるも控えでピッチに立つことはなく、3度目の選出となった2002年で正GKとしてゴールマウスを守り、神懸かり的なスーパーセーブを連発、フランツ・ベッケンバウアーに史上最弱の代表チームと酷評されながらもドイツを決勝進出にまで導いたオリバー・カーン）。一方、好プレーシーンについては他局の珍プレー番組と同様、エンディングで攻守シーンを流すのみに留めていた。
珍プレーシーンは、一見通常のシーンを編集に頼って面白く見せようとする一面があり、勝手に心の台詞を作る、選手・首脳陣らの身体的特徴などを論う、ウルトラマンの効果音や転んだ際にヤットデタマンのずっこけ台詞「コケー」を挿入する等の演出を多用していた（その背丈の低さから少年野球の中学生に紛れてしまった大島公一・ピンクのリストバンドをネタにされた井上一樹等）。選手の台詞は加工音声で吹き替える場合が多いが、基本的に選手の口の動きに準じた物を挿入している。また選手以外の事も積極的に取り上げ、審判はもちろん、グラウンドの整備員、果ては観客までもスポットを当てている。
レギュラーパネラーの広瀬は、毎回のように「生涯ホームラン12本」「俳優デビューや歌手デビュー」をネタにされていた（「堀内恒夫がピッチャーでありながら21本のホームランを打っているのに、野手の広瀬は逆の12本」など）。また定岡正二や宮本和知も「野球選手として認識されていない（専門的なコメントをして笑われる）」、「原辰徳と仲がいいことをアピールして顰蹙を買う」、「引退後の村田兆治が140km/hの直球を投げられるのに現役時代の定岡は133km/h」など、ヘナチョコなキャラクターをネタにされていた。

## 20世紀の珍プレーベスト10
2000年末の「プロ野球20世紀最後の好珍プレー」は、「20世紀の珍プレーランキング」を軸に放送された。見事1位を獲得したのは珍プレーの元祖とされる宇野勝ではなく、「2.5試合に1回のペースで珍プレーを出していた」とされる、詐欺師一代こと達川光男であった。
- 1位：達川光男（広島） - 「疑惑のデッドボール」「引退試合でのバットを折るエピソード（本人項目参照）」など
- 2位：宇野勝（中日） - 「伝説のヘディング」「エラー続発で星野監督激怒」など
- 3位：初芝清（ロッテ） - 「金髪」「ベンチに飛び込んだ数日本一」など
- 4位：正田耕三（広島） - 「ウルトラQに登場したM1号にそっくり」「ヒゲ」など
- 5位：中畑清（巨人） - 「絶好調」「松井秀喜にイジられる」など
- 6位：ウォーレン・クロマティ（巨人） - 「バンザイ」「敬遠球をサヨナラヒット」など
- 7位：池山隆寛（ヤクルト） - 「男前で、美容室で自らクシを持つほど髪型に拘る」「審判に殴られる」など
- 8位：広澤克実（阪神） - 「外野守備での失態」「これじゃだめだっぺー（本人項目参照）」など
- 9位：広瀬哲朗（日本ハム） - 「ムダな動き」「生涯ホームラン12本」「昔は髪があった」など
- 10位：駒田徳広（横浜） - 「フライキャッチ」「観客とのコミュニケーション（喧嘩）」など

## レギュラー出演者

### MC
- 松岡昌宏（TOKIO）
- 江川卓（日本テレビ野球解説者）
- 松本志のぶ（当時・日本テレビアナウンサー）

2003年正月の放送では江川と松本に代わり、中島知子と魚住りえがスポットで担当した。同年3月の開幕直前放送では再び松本に代わって中島が司会を務めている。

### レギュラーパネラー
- 大沢啓二
- 定岡正二
- 広瀬哲朗
- 宮本和知
- 高木美保
- 松村邦洋

## ナレーション
- 垂木勉
- 福沢朗（当時・日本テレビアナウンサー）
- 佐藤賢治（垂木降板後）
- バッキー木場（垂木降板後）
- 大神いずみ（当時・日本テレビアナウンサー）
- 政宗一成（感動のエピソードのコーナーのみ）

## スタッフ
- 構成：腰山一生、大田一水、すずまさ、熊谷壽久
- 美術：小野寺一幸
- デザイン：栗原純二
- TM：鈴木康介 → 伊東聡 → 古井戸博
- CG：大島初彦、蓑田博光
- EED・MA：スタジオヴェルト
- 音効：高取謙、石橋裕司
- 広報：片岡英彦
- TK：井崎綾子
- 協力：日本テレビアートほか
- 取材協力：讀賣テレビ放送、中京テレビ放送、広島テレビ放送、福岡放送
- プロデューサー：中村篤、加茂忠夫
- 演出・プロデューサー：中村元気
- チーフプロデューサー：佐野讓顯 → 柏木登 → 吉川圭三
- 制作協力：フォーナイン、トラストクリエイション
- 製作著作：日本テレビ